# Programare (muzică)
Programarea este o formă de producție și interpretare muzicală folosind dispozitive electronice, adesea sequencer sau programe de calculator, pentru a genera muzică. Programarea este folosită în aproape toate formele muzicii electronice și în mare parte în hip hop începând cu anii 1990. Este de asemenea folosită frecvent în popul modern și muzica rock în diferite regiuni ale lumii, și uneori în jazz și muzica clasică contemporană. Mai recent, programarea a fost întrodusă în diversele stiluri de muzică post-hardcore și metalcore.